# Shannon Day
Shannon Day (New York, 5 agosto 1896 – New York, 24 febbraio 1977) è stata un'attrice statunitense del cinema muto.

## Biografia
Apparve giovanissima sui palcoscenici del teatro di rivista di Broadway e, a neanche diciassette anni, fu una delle splendide Ziegfeld Girls nell'edizione 1913 delle Follies al New Amsterdam Theatre. Fece il suo esordio sullo schermo nel 1921 e, nella sua carriera, girò quasi quaranta film in ruoli di contorno. Si ritirò poco dopo l'avvento del sonoro.
Morì il 24 febbraio 1977 all'età di ottant'anni a New York.

## Filmografia
- The Man Who Had Everything, regia di Alfred E. Green (1920)
- Il frutto proibito (Forbidden Fruit), regia di Cecil B. DeMille (1921)
- Man-Woman-Marriage, regia di Allen Holubar (1921)
- Fragilità, sei femmina! (The Affairs of Anatol), regia di Cecil B. DeMille (1921)
- After the Show, regia di William C. de Mille (1921)
- The Woman He Married
- One Clear Call, regia di John M. Stahl (1922)
- North of the Rio Grande, regia di Rollin S. Sturgeon (1922)
- The Ordeal, regia di Paul Powell (1922)
- His Back Against the Wall, regia di Rowland V. Lee (1922)
- Fools First, regia di Marshall Neilan (1922)
- Honor First, regia di Jerome Storm (1922)
- La corsa al piacere (Manslaughter), regia di Cecil B. DeMille (1922)
- Captain Fly-by-Night, regia di William K. Howard (1922)
- All the Brothers Were Valiant, regia di Irvin Willat (1923)
- Marriage Morals, regia di William Nigh (1923)
- The Marriage Market, regia di Edward J. Le Saint (1923)
- The Fiddlin' Doll, regia di Edward Laemmle (1924)
- The Empty Stall, regia di Harry A. Pollard (1924)
- Breed of the Sea, regia di Edward Laemmle
- The Christmas Handicap, regia di Edward Laemmle (1924)
- The Hot Dog Special, regia di Edward Laemmle (1924)
- The Get-Away Day, regia di Edward Laemmle (1924)
- Girls Men Forget, regia di Maurice Campbell, Wilfred Lucas (1924)
- So This Is Marriage?, regia di Hobart Henley (1924)
- Star Dust Trail, regia di Edmund Mortimer (1924)
- The Girl on the Stairs, regia di William Worthington (1925)
- Silent Pal, regia di Henry McCarty (1925)
- Stirpe eroica (The Vanishing American), regia di George B. Seitz (1925)
- The Barrier, regia di George W. Hill (1926)
- Breed of the Sea, regia di Ralph Ince (1926)
- The Gypsy Romance (1926)
- Stranded, regia di Phil Rosen (1927)
- The Wilderness Patrol, regia di J.P. McGowan (1929)
- Old Vamps for New, regia di Phil Whitman (1930)
- Worldly Goods, regia di Phil Rosen (1930)
- Big Town, regia di Arthur Hoerl (1932)
- Hotel Variety, regia di Raymond Cannon (1933)

## Spettacoli teatrali
- Ziegfeld Follies of 1913 (Broadway, 16 giugno 1913)
- The Rainbow Girl (Broadway, 1º aprile 1918)